# Batalha de Salsu
A Batalha de Salsu foi uma guerra no ano 612 d.C entre o império coreano de Koguryo e a Dinastia Sui.

## História
A guerra teve início quando o Imperador Sui Yangdi invadiu a península coreana com um exército de dois milhões de homens. Eulji Mondeok, rei de Koguryo, através de uma retirada estratégica, foi capaz de destruir, pouco a pouco, as tropas de Yangdi, que, quando já dizimada, encontrava-se na cidade de Pyongyang, foi completamente vencida após uma emboscada coreana.
A emboscada se deu quando 305 mil homens chineses marchavam para cruzar o rio que levava à capital coreana e, quando estavam na metade do caminho, as tropas da Coréia, que possuíam apenas 10000 homens de cavalaria, abriram as barragens da região e mataram a maior parte do exército chinês por afogamento.
Cerca de 2700 sobreviventes escaparam através da China e foram perseguidos por um número desconhecido de membros da cavalaria de Koguryo, que manteve a hegemonia de seu território.